# Бабакар Дион
Бабакар Дион (на нидерландски: Babacar Dione) е белгийски футболист, който играе на поста ляво крило. Състезател на Локомотив (Пловдив).

## Кариера
Дион е юноша на Зьолте Варегем и Мускрон. На 20 май 2017 г. дебютира за мъжкия отбор на "хърлус" при загубата с 0:1 като домакин на Кортрейк.
На 2 юли 2022 г. Бабакар е обявен за ново попълнение на пловдивския Локомотив. Прави дебюта си на 9 юли при победата с 2:1 като домакин на Пирин (Благоевград).